# Jardín botánico del parque Sayen
El Jardín botánico del parque Sayen, en inglés: Sayen Park Botanical Garden, es un parque y jardín botánico de 30 acres (12 hectáreas) de extensión, que se encuentra en Municipio de Hamilton, Nueva Jersey. 

## Localización
Sayen Park Botanical Garden 155 Hughes Drive, Hamilton Square Hamilton Township, Mercer county, New Jersey NJ 08609 United States of America-Estados Unidos de América
Planos y vistas satelitales.40°14′9.24″N 74°39′29.88″O / 40.2359000, -74.6583000
El jardín está abierto, al público todo el año desde el alba hasta el ocaso. La entrada es libre.

## Historia
El jardín se inició en 1912, cuando Frederick Sayen (1885-1981) compró el sitio junto con su esposa, Anne Mellon (1886-1977), hija de la "familia Mellon". Los Sayens construyeron una casa "Bungalow" en el estilo Arts and Crafts, aunque el diseño de interiores es de estilo victoriano, y rodeada con plantas y flores adquiridas durante viajes por todo el mundo. Las principales colecciones incluyen especies procedentes de China, Japón, e Inglaterra.
El sitio de Sayen pasó a ser propiedad municipal en 1988, cuando el municipio de Hamilton compró el sitio del empresario David Cellars. El parque fue abierto al público en 1991. El municipio amplió y mejoró el parque en 2003.

## Colecciones
Actualmente el jardín alberga: 
- Colección de azaleas con más de 1,000 cultivares de azaleas.[1]
- Colección de rhododendron con más de 500 ejemplares,
- Colección de plantas de temporada con unos 250,000 bulbos de floración en primavera,
- Jardín japonés con estanque, puentes, gazebo, y senda de paseo.

Este jardín botánico alberga cada año el "Azalea Festival" con ocasión del día de la madre, durante el cual la "Sayen House" está abierta al público desde las 10AM a 4PM.

## Contaminación
El 1 de septiembre de 2006, apareció un artículo en el "Times of Trenton" reveló que funcionarios de Nueva Jersey fueron advertidos acerca de la contaminación del sitio de la casa y los jardines de Sayen tres días antes de que el parque abriera al público en 1991. Según una fuente anónima, el sitio había sido utilizado "durante años", como un vertedero para "residuos químicos y desechos sólidos" de la desaparecida "Mercer Rubber Company" sitio ubicado en el 136 de la calle Mercer. La "Mercer Rubber Company" también fue anteriormente propiedad de la familia Sayen. Los ex empleados han corroborado la denuncia anónima del año 1991, y agregaron que una "tubería por debajo de la planta de residuos desembocaba a un arroyo que corría a través de la propiedad de los jardines Sayen y que más adelante llegaba al "Miry Brook"."
Los residentes locales habían señalado lo que creían haber detectado un elevado número de algunos tipos de cáncer entre las personas que vivían dentro de un radio de una milla del parque. Las investigaciones oficiales, señalaron que los casos de ciertos tipos de cáncer fueron realmente elevados en la zona. Sin embargo, no pudo establecerse una relación causal con los vertidos de la "Mercer Rubber Company".
El 13 de septiembre de 2006 en la reunión con los residentes locales celebrada en el Nottingham Firehouse, a pocos metros de la antigua sede de la "Mercer Rubber Company" y Sayen Park, los funcionarios del Estado informaron a los residentes afectados que sus hallazgos aportados en la Evaluación de la Salud Pública estaban incompletos. El estudio no incluyó las pruebas de las aguas subterráneas o la inclusión de los datos de los residentes que se alejaron de la zona o los que fueron diagnosticados con cáncer antes de 1979.